# Dead or Alive (гурт)
Dead or Alive — британський гурт з Ліверпуля, який був популярний у 80-ті роки. Найбільшу популярність їм приніс головний хіт 1985 року — «You Spin Me Round (Like a Record)». Пізніше, в 2003 році, цьому хіту дали друге дихання у вигляді «Begin To Spin Me Round» — міксу з піснею Данні Міноуг «I Begin To Wonder».

## Історія

### Початок творчості (1977 - 1983)

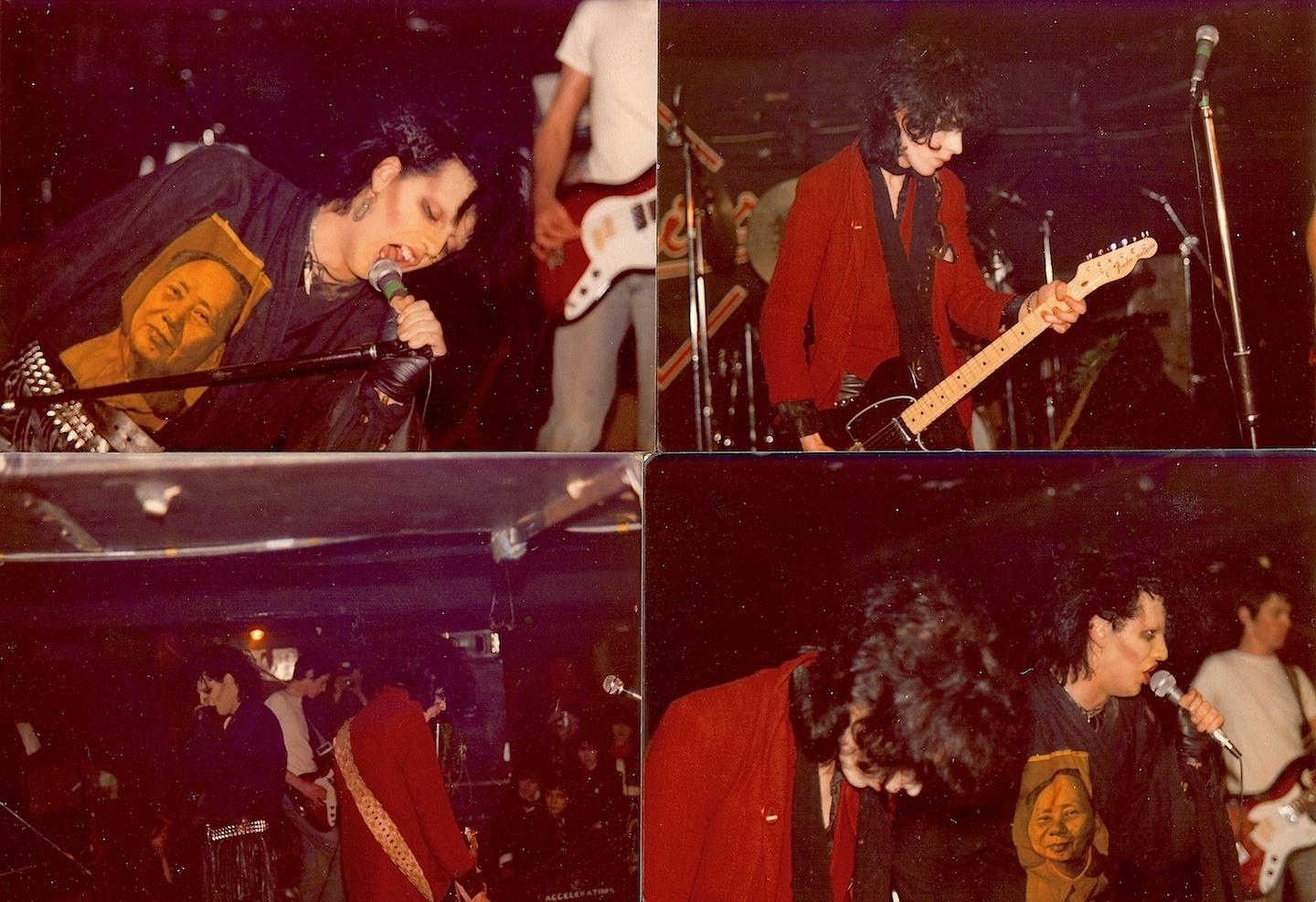
Nightmares In Wax (Березень 1980)

У 1977 Піт організував гурт під назвою "The Mystery Girls". До їх складу крім самого Бернса входили його друзі Джуліан Коуп, Піт Віллі і Філ Херст. Вони дали лише один концерт, після чого гурт розпався. Пізніше, в 1978 Піт організовує гурт "In Nightmares Wax", що грає в стилі готик-року, пост-панку. З колишнього складу в новому гурті залишилися тільки Бернс і Херст, до них долучилися клавішник Мартін Хілі, Волтер Огден і гітарист Мік Рід. У січні 1979 року вони випускають перший сингл «Black Leather», а в травні мініальбом Birth of a Nation на лейблі Inevitable Record. Перший виступ групи відбувся в клубі eric's в лютому 1979 року. Через рік Піт формує з цього гурту новий, під назвою "Dead or Alive". У наступні три роки в ній зміниться ще кілька учасників. У травні 1980 вони випускають сингл «І'm Falling» і вперше виступають на телебаченні в програмі Celebration Rock. У 1981 році виходить сингл "Number Eleven", а в 1982 мініальбом "It's Been Hours Now", із заголовною піснею якого вони знову з'являються на телебаченні. Випустивши сингл «The Stranger», вони відправляються в мінітур по Англії.
В 1983 году Dead or Alive подписують контракт з Epic та видають сингл «Misty Circles», який потрапив у чарт UK Singles Chart, посівши 100 місце.

### Sophisticated Boom Boom(1983–1984)
У серпні 1983 виходить сингл "What I Want", що зайняв 88 позицію. У січні Dead or Alive випускають синґл «І'd Do Anything», а разом з ним і свій перший кліп, режисером якого виступив Тім Поуп. У березні виходить синґл «That's the Way I Like It)», що став хітом і першою піснею, яка потрапила в Top of the Pops. У квітні виходить дебютний альбом Sophisticated Boom Boom. Альбом був готовий ще в жовтні 1983, однак не міг вийти через конфлікти між гуртом та лейблом щодо виходу синґлів. Пластинка отримала змішані і часом негативні відгуки, проте була тепло прийнята фанатами. Після гурт відправився в тур "Alive Tour" по Європі і Америці в підтримку альбому. У червні 1984 року вийшов синґл «What I Want» в новому аранжуванні.

### Youthquake(1984–1985)
У листопаді Dead or Alive випускає свій головний хіт «You Spin Me Round (Like a Record)». Синґл займав високі позиції в чартах, гурт став частим гостем на музичних передачах. У квітні виходить синґл «Lover Come Back (To Me)», а в травні другий альбом Youthquake. В червні виходить синґл «In Too Deep», після чого гурт відправляється в друге турне «Youthquake “85”» по Англії. У вересні виходить останній синґл з альбому «My Heart Goes Bang (Get Me to the Doctor)».

### Mad, Bad, and Dangerous to Know(1986–1987)
Спочатку лід-синґлом з альбому повинна була стати композиція «I Want You», але замість неї була випущена «Brand New Lover». У січні 1987 Dead or Alive випускають синґл «Something In My House», що посів 12 місце в британському чарті. Версія «Mortevicar Mix» супроводжується діалогами з фільму «Екзорцист». Альбом виходить місяцем пізніше і займає 27 сходинку у Великій Британії і 52 у США. Обкладинка синґлу і альбому були натхненні французьким фільмом "La belle et la bête". Спочатку назва альбому була Popism. У березні виходить синґл «Hooked On Love». Через півроку у світ виходить синґл «I'll Save You All My Kisses».

### Rip It Up(1987–1988)
Восени 1987 року в США і Японії проходить тур «Rip It Up Tour», квитки на який виявляються повністю розпродані. У жовтні виходить збірка Rip It Up (назву взято з пісні «Then There Was You»), містить 8 композицій, пов'язаних між собою переходами і утворюють єдиний трек. У 1988 році в Японії виходить промо-синґл з останнього альбому під назвою «Son of a Gun». У тому ж році виходить відеозапис туру, який пізніше буде перевиданий в ремастеринг. 
Гурт залишають Тім Левер і Майк Персі у зв'язку з сольною кар'єрою. 

### Nude(1988–1989)
У серпні Dead or Alive випускають лід-синґл з нового альбому під назвою Turn Around and Count 2 Ten, який стає дуже успішний в Японії. Кліп на пісню стає останнім, в якому знімалися колишні учасники. Наступним синґлом для Японії планувалася пісня «Give It Back (That Love Is Mine)», але реліз був скасований за невідомих причин. Замість неї як промо для Японії виходить «I Cannot Carry On». Нарешті, в грудні в Японії виходить альбом Nude. У липні 1989 року виходить синґл «Come Home (With Me Baby)», який так само стає успішним. Через місяць Nude виходить в іншому світі з альтернативною обкладинкою. Наступний синґл «Baby don't Say Goodbye» виходить у вересні, а слідом за ним Nude -Remade Remodelled-, збірка реміксів. У тому ж місяці група бере участь у «Disco In Dream Tour / Japanese Euro-Dance Fair», Японському фестивалі, в якому крім них беруть участь Кайлі Міноуг і Сінітта. 

### Fan the Flame(1990–1993)
У листопаді 1990 року в Японії був даний тур «Fan the Flame Tour» на підтримку майбутнього однойменного альбому. 13 грудня в Японії виходить альбом Fan the Flame (Part 1). Одночасно з альбомом виходить синґл «Your Sweetness (Is Your Weakness)», що видавався, як і вся ера, тільки в Японії, переважно на мінідисках. У квітні 1991 року виходить "Gone 2 Long", а у вересні "Unhappy Birthday". Гурт періодично виступає на телебаченні. Піт бере повний контроль над Dead or Alive і вирушає в тур по Америці, виконуючи кавери і пісні, які повинні були увійти в наступний, так і не випущений альбом "Fan the Flame (Part 2)". Однак ці пісні включені в касету "Love, Pete", що продавалася перед виступами в 1992 році. Пісня "Your Sweetness (Is Your Weakness)" була змінена на "Your Sweetness (Is My Weakness)' (текст також піддався зміні) і була включена в трек-лист цієї касети. Піт Бернс і Стів Кой розходяться через бажання будувати сольну кар'єру. Повідомляється про те, що Бернс має намір створити новий гурт під назвою "Pete Burns and the Sexy Assassins", випустити альбом під назвою Getting Away With Murder або ж The Circus Is In Town навесні 1993 року, а також прощальний збірник Dead or Alive з новими піснями, каверами та реміксом на «You Spin Me Round (Like a Record)».
21 листопада 1993 року в Японії виходить збірка хітів під назвою "Star Box". Стів Кой і Піт Бернс відроджують співпрацю. Піт, як і раніше, збирається займатися сольним проектом крім Dead or Alive.

### Glam и International Chrysis(1994)
Піт Бернс записує трек «Sex Drive» на прохання італійського гурту Glam, який надав йому записану инструменталку, для якої Піт написав слова і записав вже готову пісню. Пізніше з'являється проект «International Chrysis» у складі Піта Бернса і Стіва Коя. Вони випускають в якості синглу кавер на пісню Девіда Боуї «Rebel Rebel». Пісня провалюється в чартах .

### Nukleopatra(1995–1999).
Стів і Піт повертаються до Dead or Alive і випускають в Японії перший синґл  гурту за кілька років — «Sex Drive\Rebel Rebel». До гурту приєднується Джейсон Елбурі. В жовтні, в Японії виходить новий альбом гурту під назвою Nukleopatra. До альбому включено оновлену версію «Rebel Rebel», а також перезаписані «Gone 2 Long», «Unhappy Birthday» і «Sex Drive». Тим часом в Австралії вперше на CD перевидається синґл «You Spin Me Round (Like a Record)». У 1996 році в США, Англії та Австралії проходить «Nukeopatra's Tour». 1996 рік також супроводжує випущений як синґл ремікс на «You Spin Me Round (Like a Record)». Крім окремку, у різних країнах видано альбом з іншою обкладинкою та списком пісень. У 1997 році синґлом виходить перезаписана версія «Sex Drive», а за нею — новий ремікс на «You Spin Me Round (Like a Record)». Альбом продовжують видавати. Dead or Alive знову повертаються до Америки, Англії, Канади й Мексики з «Nukeopatra's Tour». У 1998 році в США вперше офіційно видано однойменний альбом з кількома реміксами як бонуси. Черговий тур, що проходив в Америці включав у себе кавери на Принца, Мадонну, U2 і т. д.
Ходили чутки, що 1999 року мав вийти альбом Sayonara Sugar Pie, але вони не підтвердилися.

### Fragile и Unbreakable(2000 - 2001)
У вересні 2000 року для Японії виходить синґл «Hit and Run Lover», який стає останнім хітом групи. 27 вересня виходить альбом Fragile, що включає в себе нові пісні, кавери, а також нові версії старих синґлів. У грудні виходить промо-синґл у вигляді реміксу на «Turn Around and Count 2 Ten». 
5 грудня 2001 року виходить збірка реміксів на попередній альбом Unbreakable - The Fragile Remixes. Гурт періодично виступає в Японії та Англії.

### Evolution(2002–2003)
Гурт дає концерти в клубах, а також на гей-парадах. 5 травня 2003 року виходить новий синґл під назвою "You Spin Me Round 2003". Ремікс вперше за довгий час входить в Топ-40. На оновлену версію виходить кліп,  Dead or Alive проводять концерти, дають інтерв'ю. 19 травня виходить збірка хітів під назвою "Evolution: The Hits". Через два місяці виходить збірка кліпів. 

### Завершення (2004–2016)
Поступово гурт знову йде у тінь, а Піт Бернс займається сольною кар'єрою і бере участь в реаліті-шоу, періодично виступаючи з хітами гурту. Гастрольний тур, запланований Dead or Alive в січні 2010 року, так і не відбувся. Під час Q&A сесії офіційної групи Бернса на Facebook 21 серпня 2011 року, він заявив, що Dead or Alive розпалися назавжди. У вересні 2016 було оголошено про вихід бокс-сету з повною дискографією і про планування нового альбому, проте Піт Бернс помер 23 жовтня.

## Учасники гурту
- Піт Бернс Pete Burns (1980-2016): Вокаліст і автор пісень. Бернс не грав на жодному інструменті, але в декількох кліпах зображував гру на електрогітарі.
- Уейн Хассі Wayne Hussey (1982-1984): Музикант раннього складу, написав більшу частину пісень у 1982-1983, а також сингли «Misty Circles» і «What I Want», випущені Epic Records. У 1984 році Хассі пішов у групу The Sisters of Mercy, але затримався там всього лише на рік, після чого в 1985 заснував The Mission.
- Майк Персі Mike Percy (1980-1989): Басист. Разом з Левером автор пісень Dead or Alive в період 1984-1990. Персі написав і виконав бек-партію у хіті «You Spin Me Round (Like a Record)».
- Стів Кой Steve Coy (1980—даний час): Єдиний учасник, який був другом Бернса до створення групи в 1980 році. Наймолодший з групи, барабанщик, композитор. З 1996, Кой став продюсувати кліпи Dead or Alive, почавши з кавер версії «Rebel Rebel», з альбому Nukleopatra.
- Тімоті Левер Timothy Lever (1983-1989): Клавішник, саксофоніст, гітарист. Брав участь у написанні музики у 1984-1990 разом з Майком Персі.
- Джейсон Елбурі Jason Alburey (1995—теперішній час): Клавішник. Приєднався до групи пізніше всіх, у 1995 році.
- Дін Брайт Dean Bright (?): Клавішник. Приєднався в кінці 90-х. Виступав разом з групою в нічних клубах Великої Британії, а також їздив на презентацію для японського телебачення.

## Дискографія

### Студійні альбоми
- 1984 — Sophisticated Boom Boom
- 1985 — Youthquake
- 1986 — Mad, Bad, and Dangerous to Know
- 1988 — Nude
- 1990 — Fan the Flame (Part 1)
- 1995 — Nukleopatra
- 2000 — Fragile

### Збірники
- 1987 —  Rip It Up
- 1989 —  Nude — Remade Remodelled -
- 1993 —  Star Box
- 2001 —  Unbreakable_The Fragile Remixes
- 2003 —  Evolution: The Hits
- 2010 —  That's the Way I Like It: The Best of Dead or Alive

### Інше
- 2010 — You Spin Me Round (Like a Record) EP
- 2016 — Sophisticated Boom Box MMXVI